# Liria
Liria (oficialmente y en valenciano Llíria) es un municipio de la Comunidad Valenciana, España. Pertenece a la provincia de Valencia, forma parte de la segunda corona del área metropolitana de Valencia y es capital de la comarca del Campo de Turia, y sede de partido judicial. Cuenta con una población de 25 077 habitantes (INE 2024). En el actual yacimiento del Tosal de San Miguel, a unos 500 m del núcleo histórico de Liria, se situaba la ciudad ibérica de Edeta, capital y centro político y económico de la Edetania. El 30 de octubre de 2019 Liria fue declarada Ciudad Creativa de la Música por la Unesco.

## Toponimia
Los términos Liria (español) y Llíria (valenciano) derivan del árabe Lyria, que a su vez proviene, según Joan Fuster, de Leiría, el topónimo ibérico de Edeta.
En otras palabras, el nombre de Llíria refleja tanto su pasado prerromano como la influencia árabe en la península Ibérica. Durante la época medieval, la actual Vila Vella fue una medina islámica conocida como Lyria. Este término alude a la Liria árabe, que con el tiempo daría lugar a la primitiva Llíria valenciana.

## Geografía

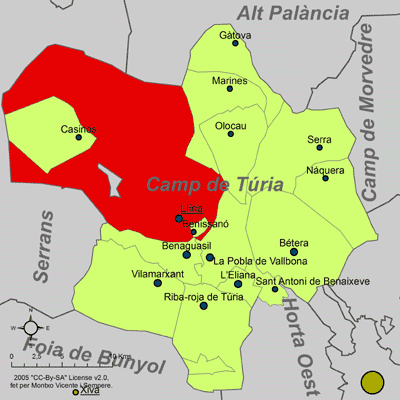
Término municipal de Liria en la comarca de Campo del Turia

El término de Liria se sitúa sobre el piedemonte que se extiende desde las montañas de Alcublas y Marines hasta la margen izquierda del río Turia formando un plano inclinado de noroeste a sureste, cuya altitud oscila entre los 350 m de la Masía del Campos y los 150 m en las cercanías de Liria. Sobresalen el cerro de las Umbrías (881 m) y el cerro Agudo (668 m).
En su paisaje topográfico se distinguen tres zonas bien diferenciadas. La zona más septentrional está ocupada por montañas jurásicas y cretácicas, pertenecientes al sistema ibérico. Una segunda zona está constituida por una llanura ondulada en forma de glacis. La tercera zona, sobre la que se encuentra la población y la huerta actual, corresponde a un llano de sedimentos cuaternarios. El llano miocénico está atravesado por las ramblas de Liria o Primera y Castellarda, cuyo cauce es superior al del río Turia, pero que permanecen secas durante casi todo el año.
El piedemonte cuaternario está surcado por las ramblas de Artaj o Castellarda, Montragón y Primera. En sus propios aluviones desaparecen otra serie de ramblas que bajan de las sierras, como el barranco del Navajo, la rambla de las Veinticuatro y la del Foral. Tradicionalmente los recursos hidráulicos se han concentrado en los alrededores de la capital municipal y han faltado durante siglos en el piedemonte. La principal fuente del término es la de San Vicente, situada unos 3 km al norte de la ciudad, que ha fertilizado la huerta desde la época romana.
Localidades limítrofes
|                                              | Norte: Andilla, Alcublas, Altura   |                       |
| Oeste: Villar del Arzobispo, Casinos, Domeño |                                    | Este: Olocau, Marines |
|                                              | Sur: Benaguacil, Pedralba, Bugarra |                       |

## Naturaleza
La vegetación es más rica en las montañas del norte, en donde existen todavía algunos pinares de rodenos y marítimos, mientras que en los cerros del centro y sur predominan los romeros y el esparto. Liria cuenta con tres parajes naturales: La Buitrera, el Coto de Català y el Coto de Izquierdo, todos ellos cerca del casco urbano.
Los tres parajes cuentan con cumbres de media y baja altura, con fauna y flora típica del clima mediterráneo. Además, también se encuentran cuevas y aljibes, elementos de la arquitectura rural.

## Historia

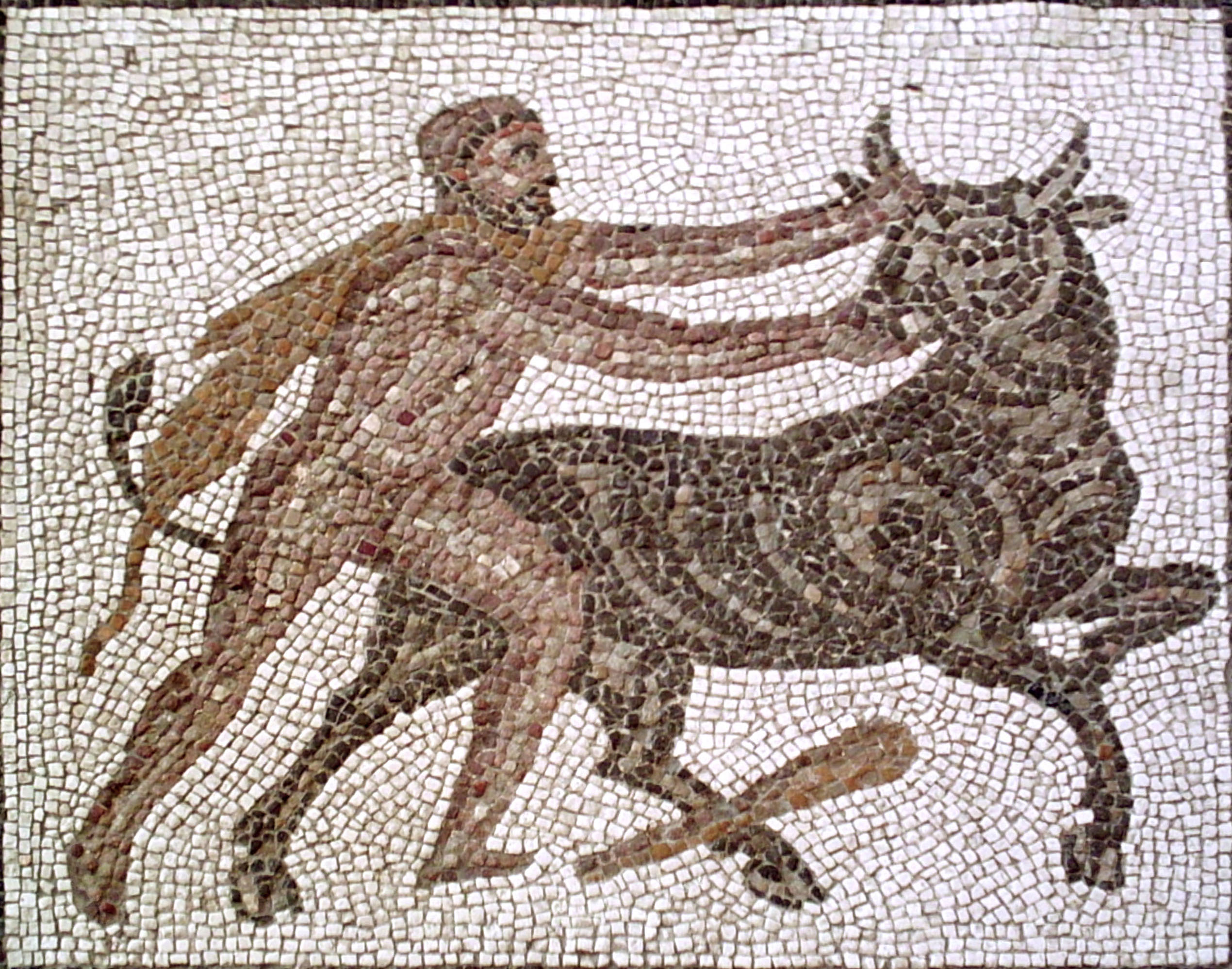
Mosaico romano que representa los trabajos de Hércules.

Los vestigios más antiguos en el término de Liria se remontan a finales del Paleolítico superior. En el Eneolítico hubo un importante poblado en el puntal de la rambla Castellarda, que debió perdurar hasta los primeros tiempos del Bronce, época esta de la que se conocen restos en la Torreta y la Cova del Cavall, y varios poblados en el Castillarejo de Peñarroya, en la Lloma del Camí del Cavall, en el Tosal de San Miguel (Tossal de Sant Miquel) y en la Cova Foradà, todos con ocupación posterior durante el iberismo e incluso la romanización, con especial importancia de los dos últimos, que han sido declarados BIC.
La actual ciudad de Liria tiene sus raíces en la Edad del Bronce, en el establecimiento que hacia la mitad del II milenio a. C. hubo en el cerro de San Miguel. Este se vio continuado en el poblado ibérico de Edeta-Lauro, capital de la Edetania.
Su importancia política y económica, así como su posición estratégica, le hizo desempeñar un papel importante en las guerras civiles romanas. Por permanecer fiel a la facción republicana, fue destruida por las tropas de Sertorio en el año 76 a. C., razón por la cual sus habitantes se trasladaron al llano y edificaron una nueva ciudad con rasgos plenamente romanos. La importancia de Edeta fue primordial durante los siglos I y II, mientras que el descenso iniciado en el siglo III y acentuado en los posteriores pudo ser consecuencia paralela al crecimiento de Valentia.
Durante la época visigoda, las termas de Mura se reutilizan como monasterio cristiano, aunque durante el siglo VII el asentamiento del Pla de l'Arc se abandona totalmente. Con la dominación de los andalusíes se perfeccionaron las acequias y el sistema de riegos de la huerta de Liria. En el aspecto político fue sede residencial del Cadí, especie de juez o magistrado de la ley musulmana, designado directamente por el califa. En el año 1090, al negarse Al-Mustain a pagar el tributo de 2000 dinares correspondientes a las parias, el Cid sitió la ciudad. Durante el sitio, el Cid recibió una carta de la reina Constanza, esposa de Alfonso VI, que le aseguraba el perdón de su marido si se incorporaba a la expedición del rey castellano preparada contra los almorávides en Andalucía, por lo que abandonó el sitio sin tomarla.
Jaime I tomó la ciudad en 1238, donándola al infante Fernando. Hacia los años 1248 y 1249 tuvo lugar un repartimiento de tierras y la subsiguiente repoblación con cristianos viejos, hecho que confinó a los musulmanes al lugar de Benisanó. Aunque Liria fue villa real siempre, tuvo varios señoríos como los de María Fernández en 1293, el del infante Juan desde 1337 y el del infante Raimundo Berenguer desde 1339. El último señor sería el infante Martín.
Durante la Guerra de la Unión, Liria tomó partido del rey. En la Guerra de los Dos Pedros fue conquistada por el castellano Pedro I el Cruel en 1363. En junio de 1364, Pedro el Ceremonioso se dirigió hacia Liria con ánimo de recuperarla. La expulsión de los moriscos en 1609, no le afectó mucho puesto que su población estaba integrada casi exclusivamente por cristianos viejos.

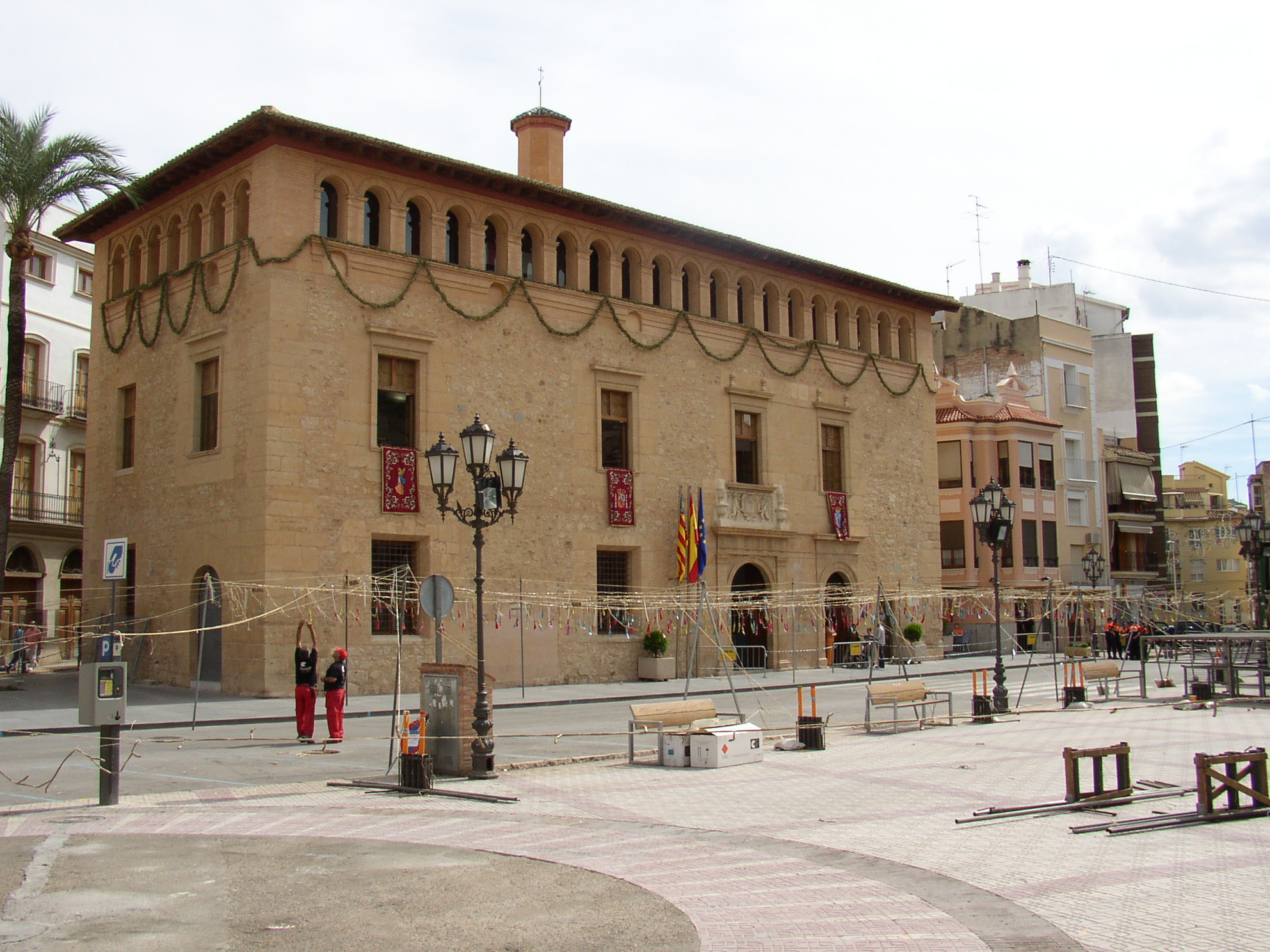
Ca la Vila.

Terminada la Guerra de Sucesión, el rey Felipe V, para premiar los servicios del duque de Berwick, vencedor en Almansa, creó el ducado de Liria y se lo concedió. El primer duque, Jacobo Fitz-James Stuart, era hijo de Jacobo II, rey de Inglaterra, quien le había nombrado duque de Berwick y virrey de Irlanda. Fue mariscal de Francia y capitán general de España durante la guerra de Sucesión. El tercer duque de Liria, Jacobo Felipe Fitz-James Stuart y Silva, casó con María Teresa de Silva y Haro, duquesa de Alba. A partir de este momento, el título de duque de Liria, pasa a manos de la casa de Alba, estando en posesión en la actualidad por Carlos Fitz-James Stuart y Martínez de Irujo.
Durante el siglo XVIII la política fisiocrática de los Borbones dio lugar a un avance espectacular de la agricultura liriana. En épocas posteriores, durante la guerra de la Independencia, la población abandonó el casco urbano y se refugió en los montes. Las tropas francesas ocuparon la villa desde 1810 a 1813 y se hicieron fuertes en el santuario de San Miguel.
Liria fue saqueada durante la guerra civil de 1836 por las tropas carlistas de Cabrera en numerosas ocasiones. En 1887, por real decreto, se concedió a Liria el título de ciudad.

## Demografía
Liria cuenta con una población de 25 077 habitantes (INE 2024).
| Gráfica de evolución demográfica de Liria entre 1842 y 2021 |
| |
| Población de derecho según los censos de población del INE Población de hecho según los censos de población del INEEn 1857 disminuye el término del municipio porque independiza a Casinos |

En 1572, Liria contaba con 1520 habitantes aproximadamente, cifra que se incrementó durante los siglos XVI, XVII, XVIII (en la que se duplicó) y XIX, producto de la expansión agropecuaria y de una floreciente actividad artesanal. Así pues, en 1646 tenía 2718 habitantes, en 1713 eran 3019, en 1787 había aumentado a 7069 y alcanzó los 9443 en 1877. Durante la primera mitad del siglo XX se produjo un estancamiento demográfico producto de la inestabilidad socioeconómica de dicho periodo (en 1910 había 9034 habitantes, y en 1930, 8226); desde entonces, la población experimentó un continuo crecimiento, consecuencia de la expansión de la agricultura comercial de regadío y de una pujante industria local: en 1960 tenía 9723 habitantes, en 1991, 13 599, y en 2003 más de 18 000.
En 1843 disminuye el censo del municipio porque independiza a Casinos.

### Distribución
El municipio contaba con 25 295 habitantes en 2024 (INE), de los cuales 16 611 vivían en el centro de la ciudad y el resto: 8684 en urbanizaciones residenciales a las afueras de esta, y 1565 de forma diseminada. Un 12,2 % de su población era de nacionalidad extranjera, siendo los principales colectivos foráneos el rumano, el británico y el marroquí.
Las residencias secundarias suman más de 9000, que se distribuyen en urbanizaciones y aglomeraciones de chalets, sin previa planificación. Hay seis urbanizaciones legales: San Gerardo (56 ha, 300 chalets), El Regalón (33 ha, 250 chalets), Sant Vicent y Oasis (16 ha, 250 chalets), Monte Blanco (2 ha, 20 chalets) y Vall de Llíria. Las aglomeraciones suman más de 60 y acogen unos 8000 chalets, y están construidas sobre suelo no urbanizable, en torno a la C-234 (Monrabana, Moncatí, Monte Aragón), al sur del casco urbano (La Buitrera, San Miquel), y junto a la carretera de Marines (Puxilis-Formidales, La Paridera-Monte Jarque, Safareig, Jardín de Lauro, Caramello).
La evolución demográfica de estos núcleos de población es:
| Núcleo                        | 2000  | 2001  | 2002  | 2003  | 2004  | 2005  | 2006  | 2007  | 2008  | 2009  | 2010  | 2011  | 2012  | 2013  | 2014  | 2015  | 2016  | 2017  | 2018  | 2019  |
| ----------------------------- | ----- | ----- | ----- | ----- | ----- | ----- | ----- | ----- | ----- | ----- | ----- | ----- | ----- | ----- | ----- | ----- | ----- | ----- | ----- | ----- |
| LLÍRIA (Casco Urbano)         | 14445 | 14580 | 14988 | 15243 | 15526 | 16018 | 16399 | 16410 | 16626 | 16614 | 16608 | 16707 | 16700 | 16607 | 16464 | 16114 | 16119 | 16124 | 16175 | 16252 |
| Alt de Botigueta              | 85    | 83    | 103   | 101   | 99    | 105   | 123   | 132   | 144   | 137   | 154   | 159   | 149   | 165   | 160   | 158   | 158   | 173   | 180   | 193   |
| Buitrera (La)                 | 44    | 40    | 46    | 40    | 40    | 58    | 65    | 64    | 65    | 63    | 58    | 66    | 68    | 71    | 63    | 60    | 61    | 63    | 67    | 71    |
| Calabacín                     | 0     | 1     | 3     | 5     | 5     | 2     | 6     | 7     | 5     | 5     | 10    | 12    | 13    | 14    | 10    | 12    | 17    | 15    | 10    | 8     |
| Camp de Llíria                | 78    | 92    | 84    | 100   | 100   | 116   | 122   | 126   | 142   | 143   | 148   | 171   | 171   | 180   | 170   | 160   | 159   | 152   | 155   | 160   |
| Canyada de Confites (La)      | 18    | 27    | 31    | 29    | 30    | 35    | 36    | 49    | 53    | 64    | 54    | 60    | 56    | 57    | 59    | 54    | 53    | 48    | 47    | 50    |
| Canyada de Tello (La)         | 8     | 11    | 13    | 13    | 13    | 16    | 16    | 19    | 28    | 28    | 30    | 26    | 27    | 28    | 31    | 28    | 29    | 28    | 30    | 27    |
| Caramello (El)                | 100   | 105   | 123   | 122   | 122   | 149   | 169   | 174   | 189   | 187   | 189   | 190   | 194   | 199   | 194   | 183   | 183   | 194   | 197   | 202   |
| Ciutat Jardí del Camí de Mura | 12    | 11    | 8     | 8     | 8     | 8     | 8     | 12    | 11    | 17    | 13    | 13    | 9     | 17    | 17    | 17    | 12    | 12    | 9     | 7     |
| Corral de la Marquesa (El)    | 51    | 62    | 57    | 59    | 61    | 86    | 99    | 116   | 123   | 136   | 150   | 157   | 173   | 182   | 175   | 191   | 173   | 176   | 179   | 189   |
| Edeta                         | 87    | 101   | 110   | 112   | 144   | 163   | 182   | 209   | 220   | 213   | 224   | 226   | 238   | 244   | 234   | 239   | 241   | 230   | 238   | 251   |
| Formidables                   | 31    | 33    | 40    | 54    | 69    | 68    | 83    | 94    | 109   | 118   | 121   | 124   | 128   | 127   | 143   | 135   | 135   | 126   | 143   | 144   |
| Jardí de Lauro                | 61    | 68    | 92    | 94    | 106   | 110   | 122   | 133   | 142   | 148   | 151   | 177   | 185   | 166   | 167   | 159   | 170   | 160   | 159   | 159   |
| Joliesa (La)                  | 43    | 43    | 47    | 56    | 73    | 81    | 77    | 86    | 87    | 89    | 88    | 88    | 87    | 92    | 93    | 89    | 91    | 94    | 102   | 116   |
| Maimona-Corral d'Albert (La)  | 7     | 15    | 12    | 11    | 13    | 19    | 17    | 25    | 27    | 26    | 24    | 34    | 33    | 35    | 28    | 31    | 26    | 22    | 23    | 24    |
| Montaragó                     | 3     | 5     | 5     | 9     | 6     | 17    | 18    | 17    | 18    | 27    | 82    | 94    | 93    | 92    | 76    | 75    | 79    | 81    | 81    | 81    |
| Montcati                      | 75    | 65    | 77    | 88    | 102   | 127   | 132   | 150   | 155   | 164   | 138   | 133   | 139   | 127   | 124   | 133   | 127   | 121   | 128   | 141   |
| Monteblanco                   | 12    | 16    | 19    | 25    | 25    | 28    | 31    | 27    | 29    | 27    | 26    | 28    | 26    | 26    | 27    | 22    | 20    | 17    | 16    | 20    |
| Montecollado                  | 136   | 131   | 134   | 150   | 163   | 178   | 186   | 174   | 184   | 177   | 191   | 195   | 204   | 199   | 207   | 206   | 197   | 187   | 190   | 195   |
| Mont-Jarque                   | 61    | 69    | 101   | 116   | 140   | 167   | 204   | 225   | 262   | 281   | 295   | 304   | 324   | 332   | 333   | 336   | 337   | 337   | 325   | 325   |
| Mont-Ravana (La)              | 14    | 10    | 11    | 11    | 20    | 25    | 34    | 37    | 44    | 43    | 43    | 40    | 47    | 49    | 42    | 34    | 32    | 37    | 36    | 33    |
| Oasi de Sant Vicent           | 70    | 76    | 84    | 92    | 114   | 117   | 123   | 126   | 118   | 125   | 134   | 148   | 170   | 158   | 160   | 157   | 176   | 177   | 169   | 177   |
| Puig i Lis                    | 95    | 115   | 119   | 127   | 152   | 156   | 163   | 171   | 188   | 176   | 213   | 218   | 225   | 236   | 209   | 203   | 216   | 213   | 214   | 222   |
| Regalón (El)                  | 177   | 174   | 187   | 211   | 240   | 266   | 300   | 366   | 383   | 406   | 420   | 414   | 412   | 420   | 408   | 385   | 368   | 375   | 392   | 393   |
| Safareig                      | 141   | 139   | 142   | 131   | 156   | 175   | 198   | 196   | 190   | 192   | 203   | 211   | 203   | 222   | 213   | 209   | 225   | 237   | 246   | 275   |
| Secanet (El)                  | 55    | 55    | 55    | 64    | 80    | 101   | 129   | 165   | 200   | 224   | 228   | 247   | 248   | 255   | 259   | 259   | 256   | 251   | 228   | 234   |
| Sant Gerard                   | 169   | 186   | 222   | 237   | 261   | 328   | 340   | 334   | 344   | 347   | 351   | 365   | 379   | 387   | 369   | 357   | 352   | 354   | 353   | 364   |
| Sant Miquel                   | 53    | 57    | 53    | 66    | 74    | 93    | 105   | 128   | 137   | 138   | 138   | 137   | 138   | 140   | 136   | 127   | 124   | 124   | 131   | 128   |
| Sant Vicent                   | 13    | 16    | 17    | 16    | 17    | 23    | 33    | 41    | 41    | 42    | 48    | 52    | 47    | 48    | 39    | 42    | 49    | 44    | 42    | 41    |
| Sima (La)                     | 23    | 30    | 29    | 30    | 31    | 38    | 31    | 29    | 31    | 27    | 23    | 27    | 26    | 26    | 28    | 27    | 28    | 25    | 26    | 31    |
| Verger de Sant Miquel         | 47    | 57    | 52    | 67    | 80    | 81    | 67    | 70    | 73    | 70    | 72    | 68    | 79    | 75    | 69    | 68    | 69    | 66    | 70    | 83    |
| Xelardo                       | 21    | 24    | 27    | 24    | 23    | 23    | 27    | 49    | 71    | 69    | 79    | 71    | 74    | 77    | 80    | 79    | 77    | 71    | 82    | 92    |
| Xelvaneta (La)                | 5     | 20    | 24    | 27    | 32    | 27    | 28    | 26    | 29    | 29    | 27    | 28    | 29    | 30    | 24    | 31    | 31    | 36    | 37    | 33    |
| Vall de Llíria                | N.E.  | N.E.  | N.E.  | N.E.  | N.E.  | N.E.  | 74    | 248   | 408   | 501   | 523   | 595   | 601   | 610   | 624   | 626   | 650   | 659   | 669   | 655   |
| *Diseminado*                  | 616   | 699   | 826   | 893   | 1047  | 1220  | 1331  | 1403  | 1565  | 1653  | 1741  | 1812  | 1847  | 1883  | 1826  | 1739  | 1756  | 1764  | 1823  | 1877  |
| TOTAL                         | 16856 | 17216 | 17941 | 18431 | 19172 | 20224 | 21078 | 21638 | 22441 | 22706 | 22997 | 23397 | 23542 | 23576 | 23261 | 22745 | 22796 | 22793 | 22972 | 23253 |

## Urbanismo
El actual casco urbano de Liria tiene su origen en el cerro de la Sang, sobre el que se alza la iglesia de Santa María de la Sangre, en lo que se conoce como la Vila Vella. Junto a la iglesia se observan los restos del primitivo castillo, en cuyo entorno se dispone una serie de callejas adaptadas a la irregularidad del terreno. Durante los siglos XV y XVI el crecimiento estuvo contenido dentro del límite físico de las murallas. Fue a finales del siglo XVI y principios del XVII cuando la ciudad superó este recinto amurallado, y se asentó preferentemente en la cuenca dibujada por las tres colinas que la delimitan actualmente.
A finales del siglo XVII inició un desarrollo de forma radial limitado por una serie de impedimentos físicos: el monte de la Torreta, el barranco entre este y la Pedrera, la huerta baja y el vial de distribución perimetral, que constituía el camino que ocupa actualmente la calle Mayor. En los siglos XVIII y XIX la ciudad tuvo como eje lineal del desarrollo dicha calle Mayor, mediante una red ortogonal de calles adaptadas al medio físico (en pendiente y siguiendo las curvas de nivel). La morfología de las calles adquirió entonces una impronta moderna, con alineaciones regulares, mayores y uniformes anchuras, y trazados más rectilíneos. A principios del siglo XX, cuando se modificó el trazado de la carretera comarcal Valencia-Ademuz, se creó un nuevo eje funcional que canalizó la posterior expansión urbana. Al mismo tiempo la carretera de Olocau se ha ido configurando como un eje de segundo orden, hoy fundamental, tras la ubicación de la mayor parte de la actividad industrial (polígono Pla de Rascanya), la localización de centros educativos y sanitarios, la favorable topografía y la proximidad de urbanizaciones (Sant Vicent, Oasis y otras).

## Comunicaciones

### Carreteras
Por el término de Liria circulan las siguientes carreteras:
| A-7 Conecta con Liria, a través de la salida Liria-Ademuz, y se una a la CV-35 |
| CV-25 Enlaza Liria con Segorbe, y conecta con la N-234 Teruel-Sagunt |
| CV-35 Enlaza Valencia con el Rincón de Ademuz. Ampliada en 2021 con un tercer carril en cada sentido entre La Pobla de Vallbona y Liria y con un segundo carril entre Casinos y Losa del Obispo. |
| CV-50 Conecta Liria-Tavernes de la Valldigna con la N-III y la A-3 |
| CV-245 Enlaza Casinos con Altura. |
| CV-339 Enlaza Liria con la CV-245. |
| CV-376 Enlaza Liria con Pedralba. |
| CV-380 Enlaza Pedralba con Villar del Arzobispo. |

### Autobús
Desde la nueva actualización de servicios urbanos a fecha del 10 de mayo de 2025 en Liria circulan las líneas 133,134,136 y 145  de autobuses de los MetroBus (operadas por Edetania Bus), que comunican con la capital del Turia y otros municipios de la comarca.
- Línea 145A: Llíria - La Pobla de Vallbona - València.[24]
- Línea 145B: Gestalgar - Llíria - València.[25]
- Línea 136A: Llíria-Benissanó-La Pobla-Universidades (UPV y UV)
- Línea 133B: Serra-Hospital de Llíria
- Línea 134B: Vilamarxant-Benaguasil-Llíria

También por la ciudad de la música pasan otras líneas interurbanas que no pertenecen al servicio del MetroBús. La empresa es la Hispano Chelvana
- Línea València - Llíria - Castielfabib.
- Línea València - Llíria - Aros de Salinas.
- Línea València - Llíria - Sot de Chera.
- Línea València - Llíria - Andilla
- Línea València - Llíria - Higueruelas
- Línea València - Llíria - Alcublas.

Por último otra empresa como Autocares Yuste, realiza una línea comarcal, que solo funciona de lunes a viernes laborales; la línea es la siguiente:
- Línea Llíria - Marines - Olocau - Marines Viejo - Gátova.

### Metro y Ferrocarril
En la actualidad, Liria es cabecera de la Línea 2 (Llíria - Torrent Avinguda) de MetroValencia, con frecuencias de paso de 30 minutos (40 minutos los fines de semana), haciendo uso de la renovada serie 4300 de trenes de la FGV.
En la década de 1990 fue cerrada y desmantelada la antigua línea de RENFE conocida como "el trenet". Inaugurada el 10 de octubre de 1890, circulaba entre Valencia y Liria pasando por Manises.

### Carril-bici
Desde Valencia, sigue el recorrido por el Parc Natural del Túria pasando por Benaguasil hasta llegar a Llíria. Desde allí, adéntrate en la comarca de la Serranía con destino a Casinos. Luego, en dirección al Parc Natural de la Serra Calderona, continúa hacia Olocau y finaliza en Bétera.

### A caballo
Desde Valencia, el recorrido sigue el IE-031, Itinerario Ecuestre del Túria, hasta enlazar con el IE-038, que conecta Benaguasil, Les Travesses y Llíria. Desde Llíria, se continúa por el IE-005, Itinerario Ecuestre Llíria–Montes de la Concòrdia, hasta alcanzar el paraje natural de La Concòrdia.

## Transporte Urbano

### Autobús
Creado en 1995 por el Ayuntamiento para explotar una línea circular que uniera la Estación con el Ambulatorio, el parque natural de San Vicente y el casco antiguo. Posteriormente se creó una segunda línea que hacía expediciones desde la Estación a diferentes núcleos de urbanizaciones que tiene el término municipal. La tercera ampliación llegó de externalizar la primera línea urbana que pasaría a explotar la empresa Edetania Bus SA, y la línea de Urbanizaciones se desdoblaría con dos "Urbanitzacions 1" y "Urbanitzacions 2" que serían explotadas por el mismo Ayuntamiento con dos vehículos.
Los vehículos que explotó la línea mientras que el servicio urbano fue del Ayuntamiento fueron los siguientes:
| MODELO                     | AÑO  | OBSERVACIONES                     |
| -------------------------- | ---- | --------------------------------- |
| Iveco A59.12 Indcar Mago   | 1995 | Baja al comprar tercer vehículo   |
| MAN 11 220 HOCL Ugarte MAX | 2001 | Baja al externalizar el servicio. |
| MAN 12 220 HOCL Unvi Urbis | 2006 | Vendido a Edetania Bus SA         |

Con la inauguración del Hospital de Llíria, se crean las líneas que actualmente se encuentran en funcionamiento operadas por Edetania Bus SA, que son las siguientes: 
| LÍNEA | DENOMINACIÓN       | RECORRIDO                 |
| ----- | ------------------ | ------------------------- |
| L1    | Línea Circular 1   | El Prat - Hospital        |
| L2    | Línea Circular 2   | Urbanizaciones Este       |
| L2-3  | Línea Circular 2-3 | Urbanizaciones Este-Norte |
| L3    | Línea Circular 3   | Urbanizaciones Norte 1    |
| L4    | Línea Circular 4   | Urbanizaciones Oeste      |
| L5A   | Línea Circular 5A  | Urbanizaciones Norte 2    |
| L5B   | Línea Circular 5B  | Urbanizaciones Sur        |
| L6    | Llíria - Marines   | Llíria - Marines          |

## Economía
La economía de Liria se ha transformado en las últimas décadas, pasando de una estructura económica tradicional (agricultura de secano, artesanado local) a una moderna (agricultura de regadío, industrialización, actividades terciarias). Las hortalizas constituyen el principal cultivo, con 4375 ha, seguidas de los cítricos (5602 ha) y los frutales (1142 ha) y el algarrobo (1040 ha).
La actividad industrial (27,1 % de la población activa) se ha desarrollado particularmente en las últimas décadas y presenta un arraigado componente endógeno, dada su evolución desde el artesanado tradicional. El principal sector es la confección, seguido de los materiales de construcción y el mueble.
Con el fin de potenciar la actividad económica de la región, se dio luz verde en 2019 a la gran área industrial Pla de Carrases, ubicada junto a la CV-35 y con una superficie de 1,18 millones de metros cuadrados de suelo industrial.

#### Evolución de la deuda viva
El concepto de deuda viva contempla solo las deudas con cajas y bancos relativas a créditos financieros, valores de renta fija y préstamos o créditos transferidos a terceros, excluyéndose, por tanto, la deuda comercial. La deuda viva municipal por habitante en 2018 ascendía a 5789,44 €.
| Gráfica de evolución de la deuda viva del ayuntamiento entre 2008 y 2018                             |
| |
| Deuda viva del ayuntamiento en miles de Euros según datos del Ministerio de Hacienda y Ad. Públicas. |

## Administración y política
Liria es gobernada por una corporación local formada por concejales elegidos cada cuatro años por sufragio universal que a su vez eligen un alcalde. El censo electoral está compuesto por todos los residentes empadronados en Liria mayores de 18 años y nacionales de España y de los otros países miembros de la Unión Europea. Según lo dispuesto en la Ley del Régimen Electoral General, que establece el número de concejales elegibles en función de la población del municipio, la corporación municipal de Liria está formada por 21 concejales. La sede actual del ayuntamiento liriano está en la plaza Mayor.
| Periodo   | Nombre                                                                 | Partido                 |
| --------- | ---------------------------------------------------------------------- | ----------------------- |
| 1979-1983 | José M. Jordan Enrique Manuel Pérez                                    | PCE Grupo Independiente |
| 1983-1987 | Vicente Soldevilla                                                     | PSPV-PSOE               |
| 1987-1991 | Vicente Castellano Benci                                               | AP                      |
| 1991-1995 | Ricard Torres Balaguer                                                 | PSPV-PSOE               |
| 1995-1999 | Miguel Pérez Gil                                                       | PP                      |
| 1999-2003 | Fina Pérez Lapiedra                                                    | PSPV-PSOE               |
| 2003-2007 | Manuel Izquierdo Igual                                                 | PP                      |
| 2007-2011 | Manuel Izquierdo Igual                                                 | PP                      |
| 2011-2015 | Manuel Izquierdo Igual                                                 | PP                      |
| 2015-2019 | Manuel Civera Salvador                                                 | PSPV-PSOE               |
| 2019-2023 | Manuel Civera Salvador (2019-2021) Joan Manuel Miguel León (2021-2023) | PSPV-PSOE Compromís     |
| 2023-act. | Joan Manuel Miguel León                                                | Compromís               |

## Cultura
La denominación de Ciudad de la Música que recibe Liria, y su reconocimiento internacional se deben a la existencia de dos entidades municipales: el Ateneo Musical y de Enseñanza Banda Primitiva de Liria y la Unión Musical de Liria (Unió Musical), que mediante sus respectivas bandas han logrado un gran prestigio alrededor del mundo. Además de estas dos formaciones musicales existe en Liria un Conservatorio Profesional en donde se forman músicos procedentes de las dos sociedades lirianas, así como jóvenes músicos de toda la comarca.

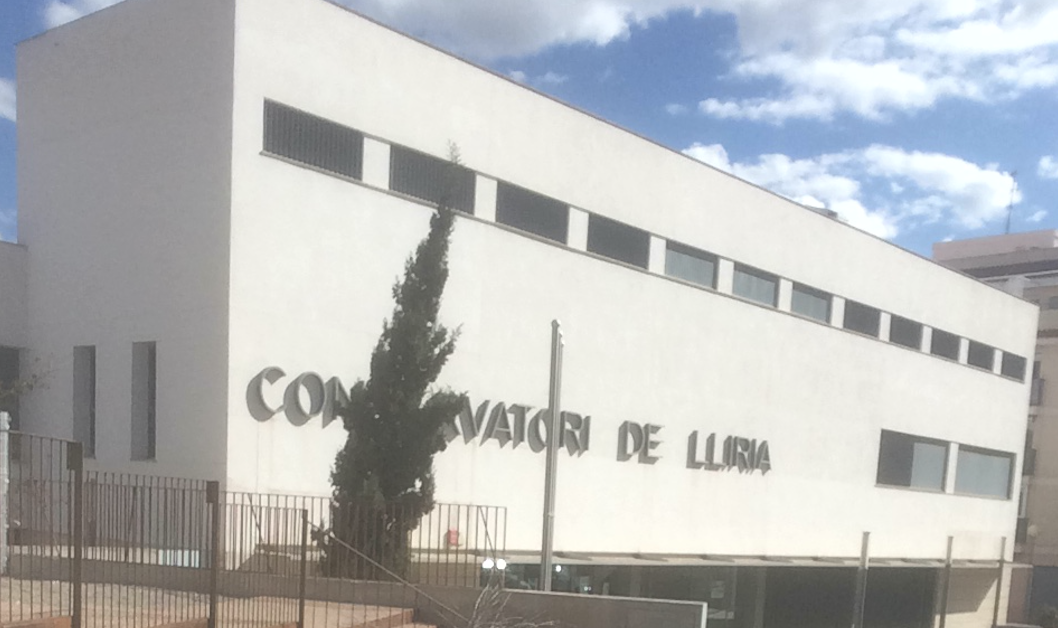
Conservatorio de Liria

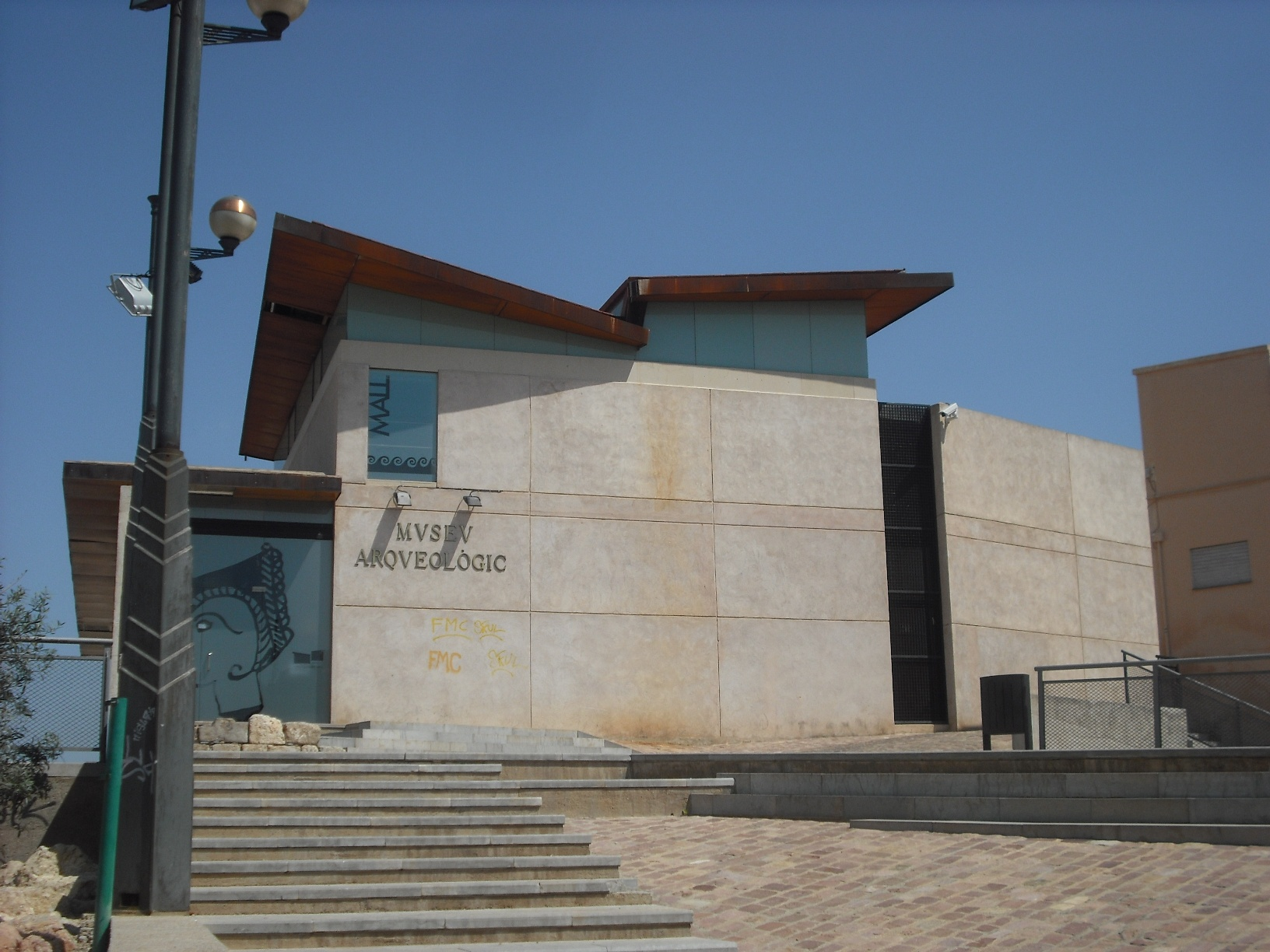
Fachada del MALL, el Museo Arqueológico.

### Patrimonio

#### Patrimonio arqueológico

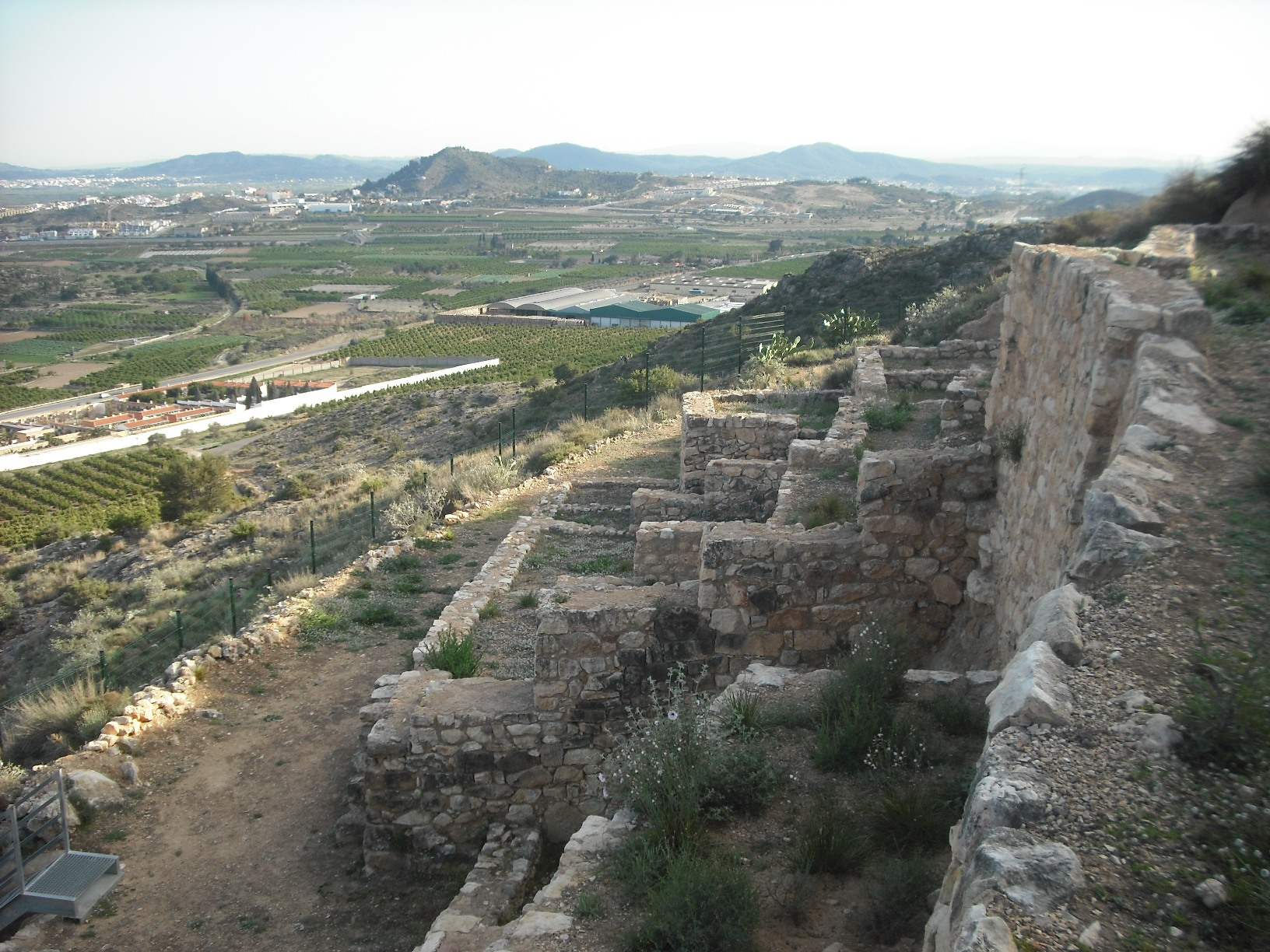
Vista de una sección del yacimiento de Edeta.

- Tosal de San Miguel: se trata de un extenso yacimiento que se corresponde con Edeta, la antigua capital de la Edetania y que fue una de las mayores ciudades iberas. El yacimiento, estratégicamente situado sobre el cerro de San Miguel, ha proporcionado, entre otras, interesantes cerámicas pintadas. Su cronología va desde el siglo V a. C. al 76 a. C., en que la ciudad fue destruida por Sertorio.[6][10]

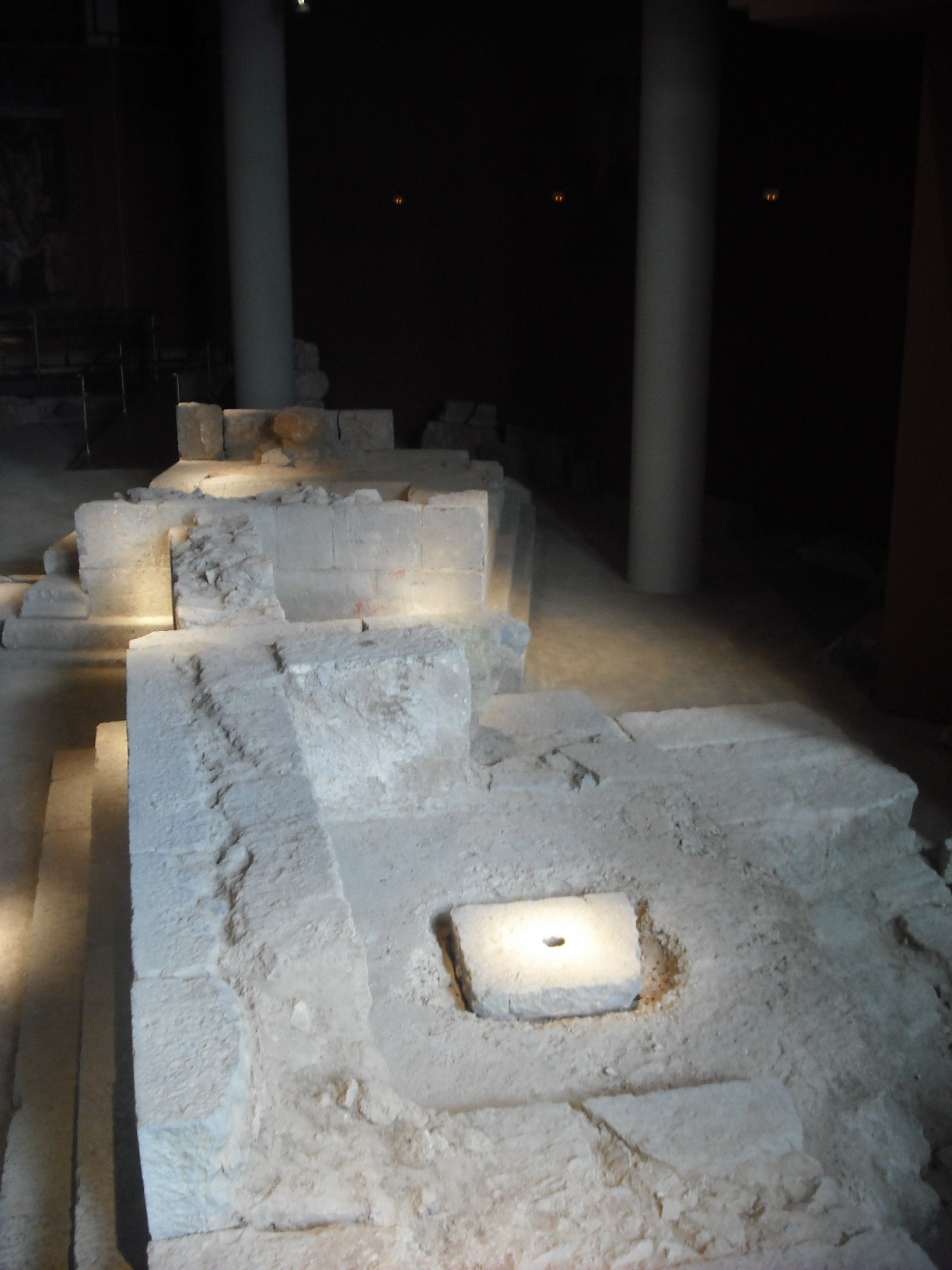
Vista general de los mausoleos.

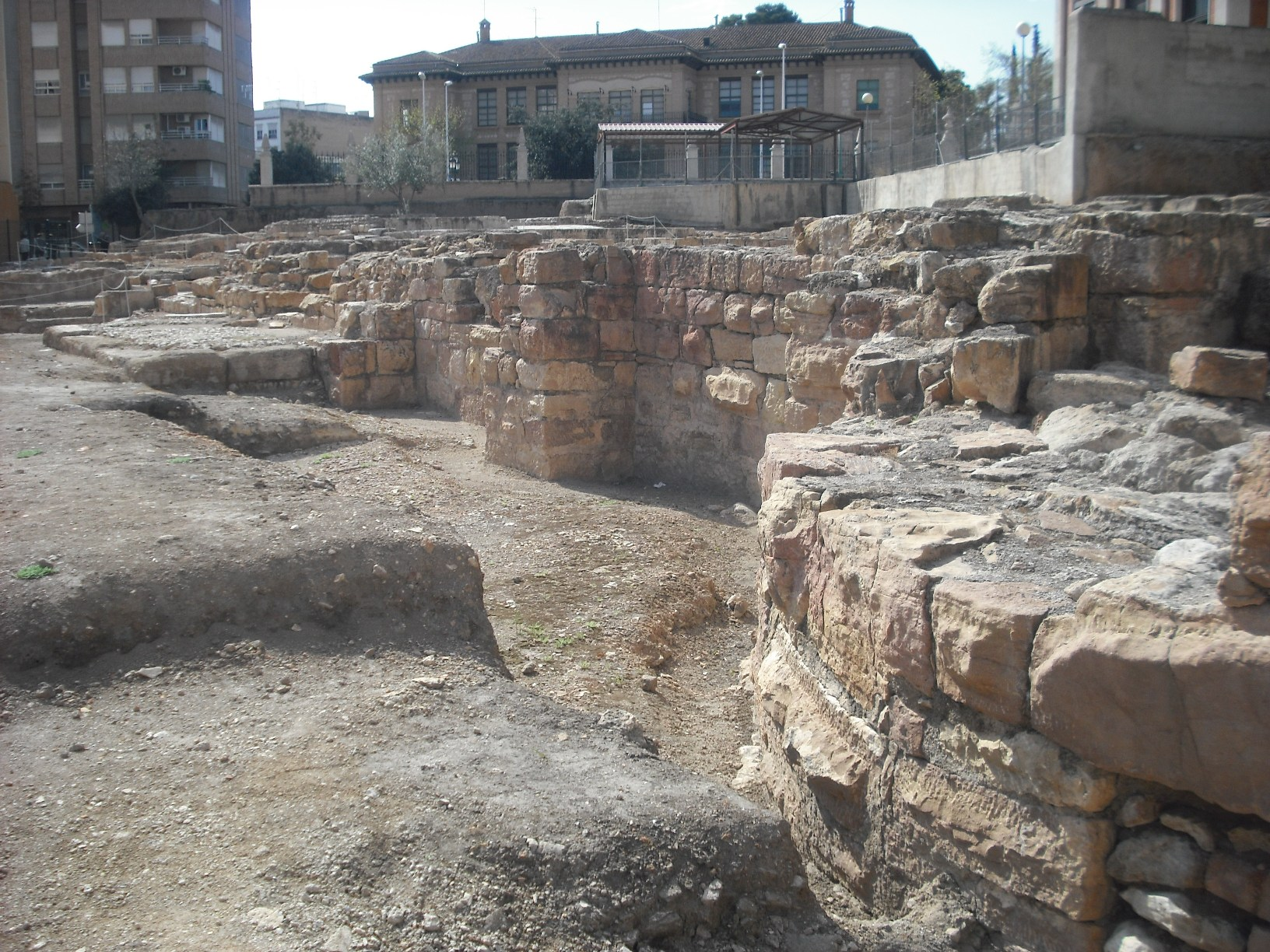
Vista de la palestra y la sección masculina de las termas de Mura.

- Pla de l'Arc: yacimiento que se corresponde con la ciudad romana de Edeta-Lauro y que se encuentra integrado en el casco urbano de la población.[35] Dentro de él destacan:
  - Mausoleos romanos: se trata de dos mausoleos de época romana, situados originalmente en la entrada septentrional de la ciudad romana y construidos alrededor del siglo I.[36] El primer edificio, de planta rectangular y forma de arco, tenía la fachada decorada con pilastras acanaladas y ante él se conserva una inscripción en tabula ansata. El segundo pertenece a los sepulcros turriformes y en su interior se conserva una losa con orificio central para las libaciones bajo la cual se hallaban los restos carbonizados del difunto. El conjunto constituye una de las mejores muestras de la arquitectura funeraria de Hispania y ha sido declarado BIC.[37]
  - Santuario y termas romanas de Mura: es un yacimiento de 3600 m² que comenzó a excavarse en la década de 1970 aunque los trabajos arqueológicos siguen recuperándolo paulatinamente. Se construyó en el siglo I, probablemente promovido por Marco Cornelio Nigrino, y constituye uno de los complejos religiosos y curativos más monumentales de Hispania.[38] El templo, de estilo griego, está rodeado por un recinto cerrado de planta ligeramente trapezoidal e incluye una aedicula. El conjunto termal se encuadra dentro del estilo pompeyano y consiste en dos grandes edificios, el mayor masculino y el menor femenino, separados entre sí y articulados en torno a una palestra, aunque el acceso se hacía mediante una basilica thermarum, ya que a la palestra solo tenían acceso los hombres. Las dos termas se componen de apodyterium (vestuario), frigidarium (sala fría), tepidarium (sala tibia) y caldarium (sala caliente) y cuentan con su propio praefurnium (horno). La parte masculina contaba con una piscina fría en una esquina de la palestra y la femenina con una piscina cubierta. Durante la época bizantina y visigoda el santuario y las termas se reconvierten en un monasterio cristiano, que es abandonado definitivamente hacia finales del siglo VII.[8] De época bizantina se ha recuperado una lámpara con representación de una cruz copta de clara influencia oriental, mientras que de época visigoda proliferan los enterramientos tanto dentro como fuera del edificio, en una de los cuales se descubrió el pasador de cinturón que proporcionó la datación más tardía de la ocupación del antiguo municipio.[39] El conjunto, que conserva en muy buen estado gran parte del pavimento original y de las conducciones de aire caliente, es uno de los principales yacimientos romanos de la Comunidad Valenciana.[38]
- Castellet de Bernabé: con una superficie de unos 1000 m², se trata de un poblado de calle central prototípico.[40] Estuvo habitado entre el siglo V a. C. y el siglo III a. C. y constituyó un caserío integrado en el orden geopolítico de Edeta.[41] Está excavado en su totalidad, es uno de los principales asentamientos ibéricos visitables.[42]
- Monravana: situado a unos 10 km al noroeste de Liria, se trata de un poblado ibérico de entre 6000 y 8000 m², que conserva todo el recinto amurallado. Adosadas a la muralla se encontraron cinco largas dependencias, probablemente un complejo industrial destinado a la transformación de alimentos.[43] Las viviendas están adosadas entre sí y abiertas a calles que recorren el asentamiento longitudinalmente. Se han recuperado materiales desde su aparición en el siglo V a. C. hasta su destrucción y abandono a mediados del siglo II a. C.,[43] destacando la figura de un toro, que es la única muestra de escultura ibérica que se ha encontrado en el Campo de Turia.[44] La Monravana corresponde al tipo de pueblos que configuran las segunda categoría de poblamientos edetanos, con base económica agropecuaria y funcionando como fuentes de aprovisionamiento de la capital.[43]

#### Patrimonio religioso

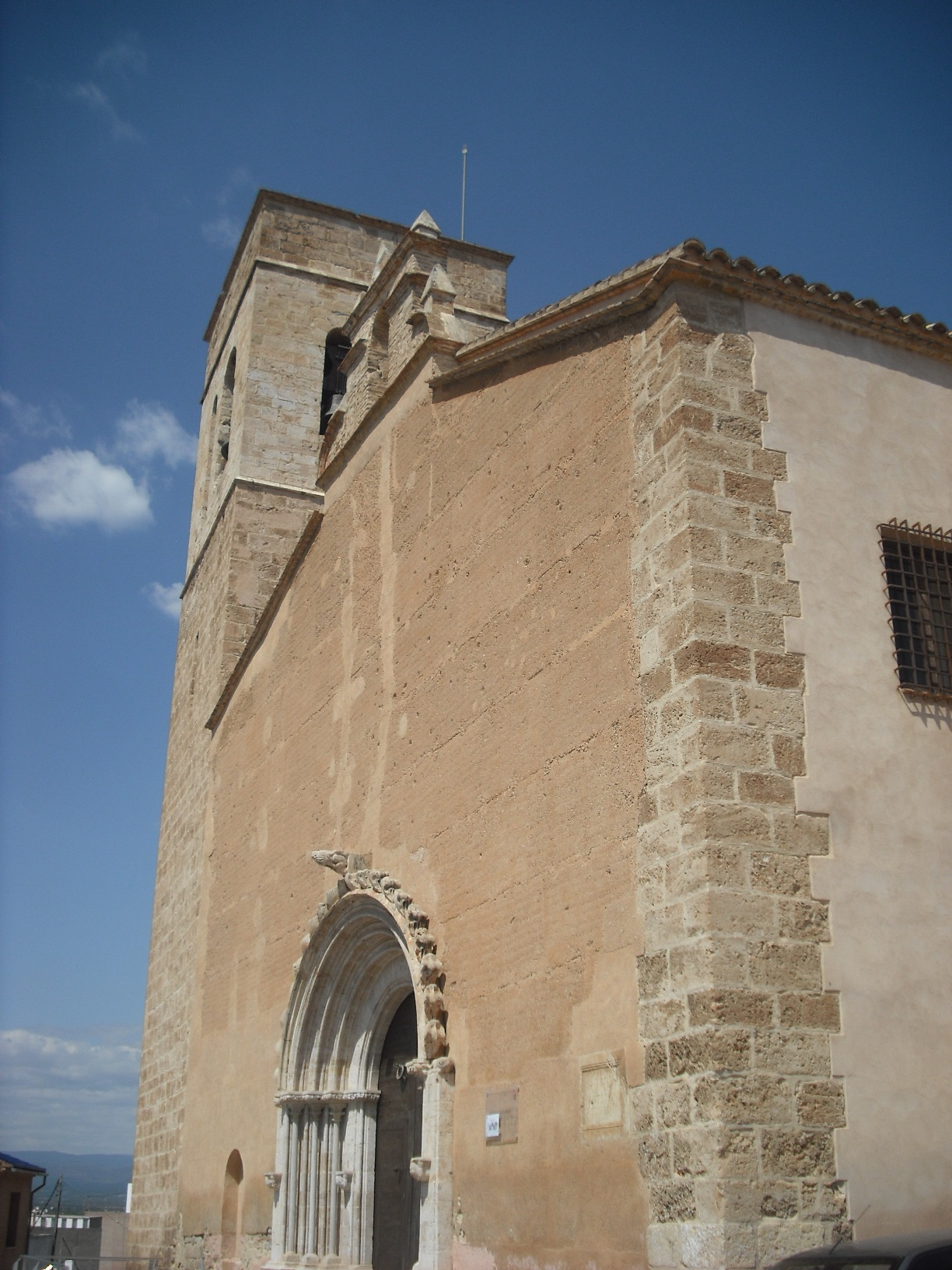
Iglesia de la Sangre

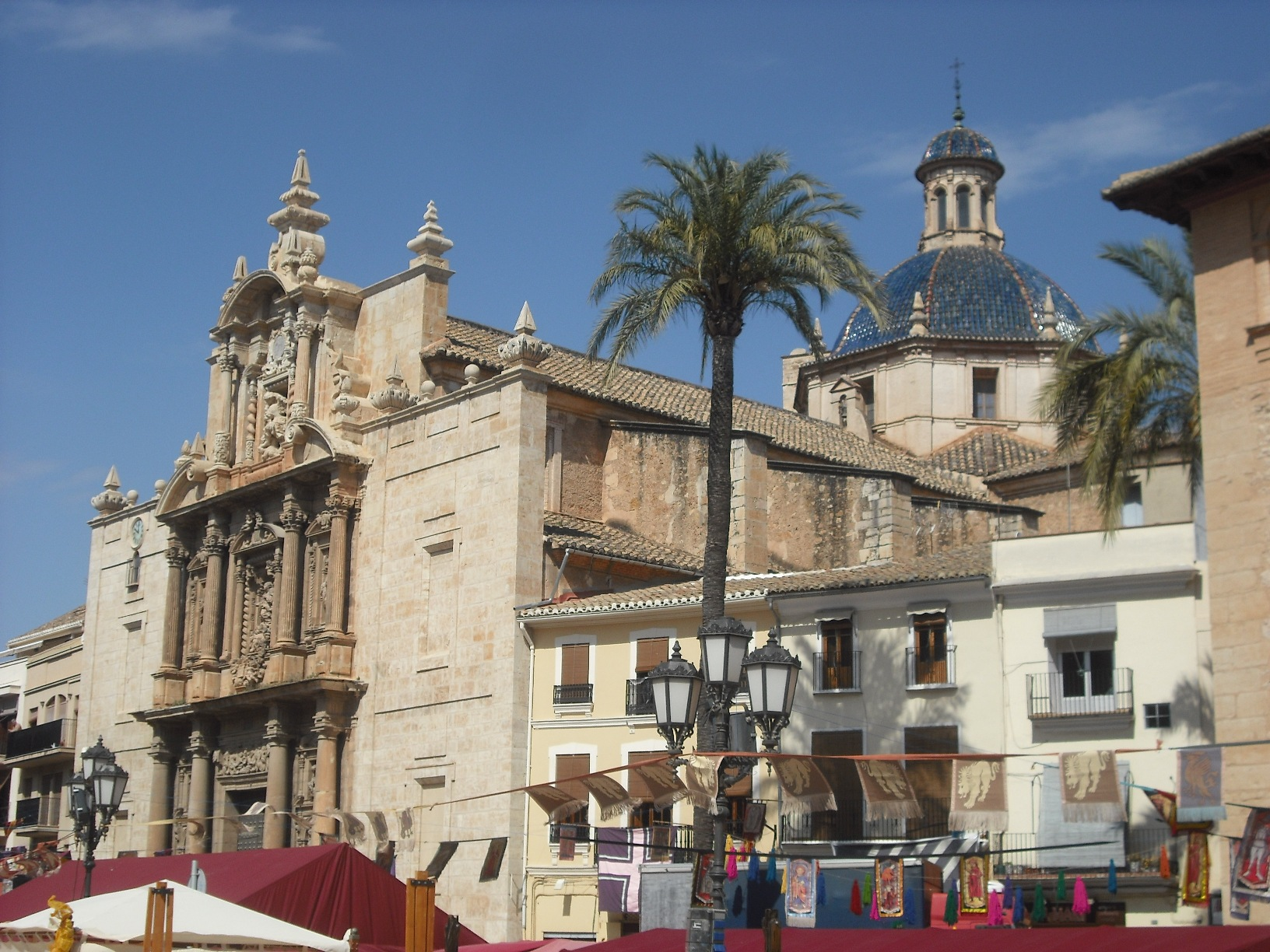
Iglesia de Nuestra Señora de la Asunción.

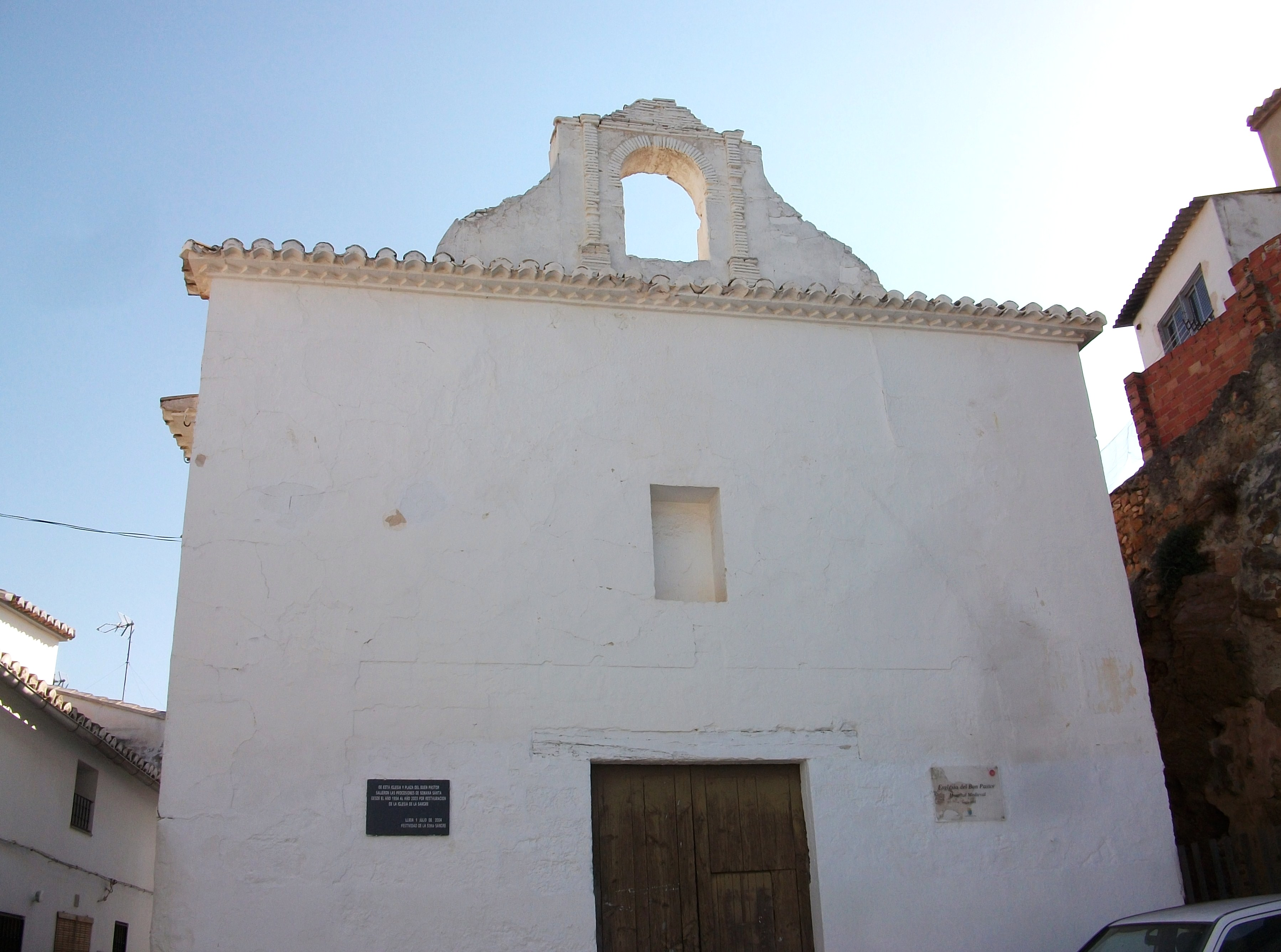
Iglesia del Buen Pastor.

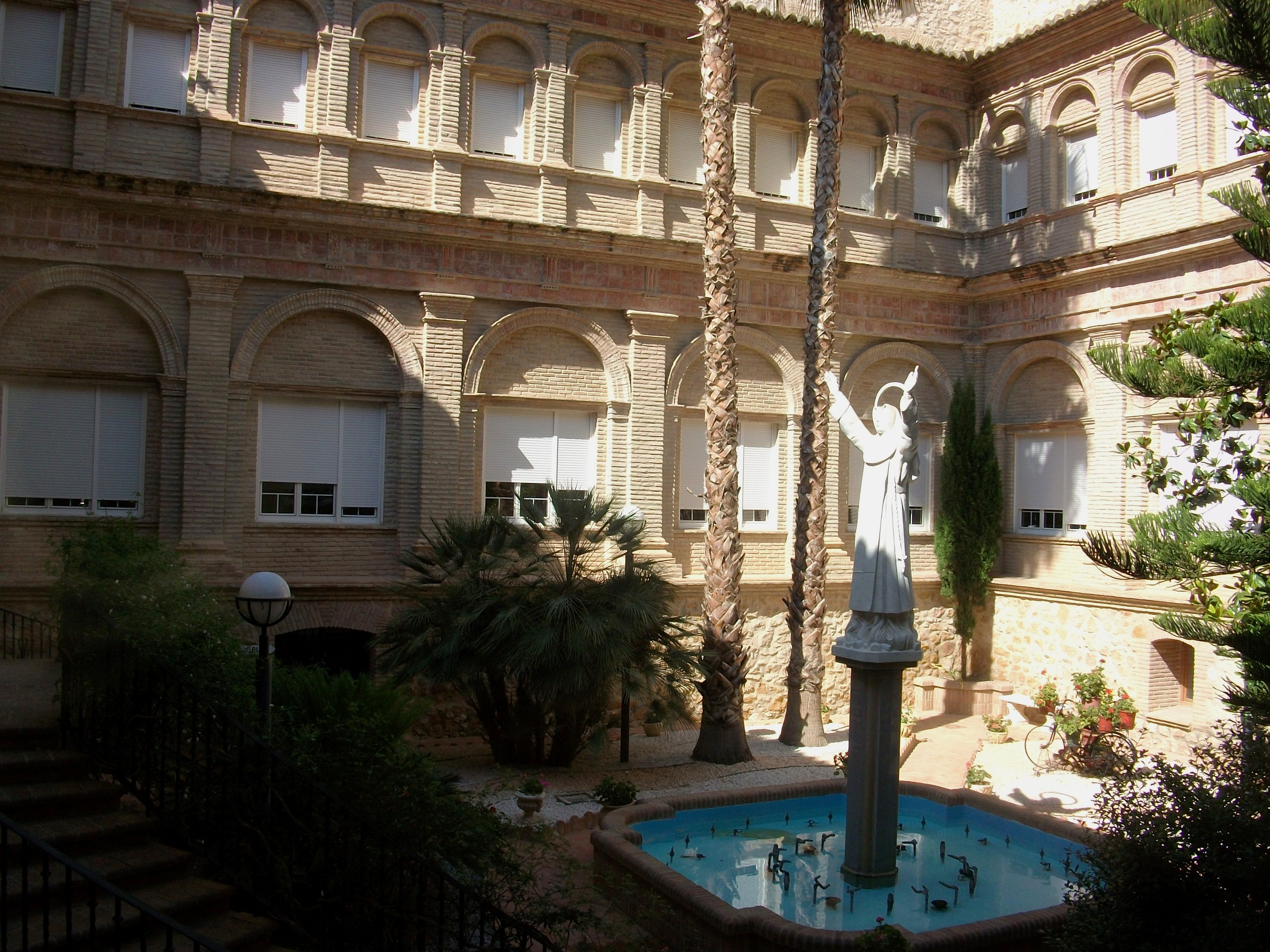
Claustro de la iglesia y Convento del Remedio.

- Iglesia de la Sangre: construida en el siglo XIII sobre la antigua mezquita, combina elementos románicos con los del gótico de conquista. Fue la principal parroquia de la población hasta 1642, en que fue sustituida por la iglesia de Nuestra Señora de la Asunción.[10] Consta de una sola nave de cuatro tramos, con cubierta de armadura de madera de doble vertiente, apeada sobre el trasdós de los cuatro arcos diafragmas, siendo una de las pocas iglesias que conservan esta clase de techumbre. El artesonado muestra una decoración policromada de tradición mudéjar, en la que se ven representadas escenas caballerescas, animales mitológicos, motivos vegetales y heráldicos. Entre los contrafuertes se abren pequeñas capillas abovedadas, algunas con restos de pinturas murales, algunas del siglo XIV.[45] La puerta principal, ubicada en la parte sudoeste del templo, se construyó unos sesenta años después de la primitiva puerta lateral, en un estilo más elaborado y complejo, estructurado por finas arquivoltas de medio punto que descansan sobre columnas de estilo gótico, todo ello decorado con motivos vegetales, animales y humanos.[46] Fue declarada monumento histórico artístico nacional en 1919 y en la actualidad tiene la consideración de BIC.
- Iglesia Arciprestal de la Asunción de Nuestra Señora: de estilo barroco, data del siglo XVII. Su interior consta de tres naves con arco de medio punto. Destaca la gran cúpula situada sobre el crucero, cuya traza realizó Pablo Albiniano de Raxas en 1626, aunque el proyecto fue modificado por Pedro Ambuesa en 1634. Su fachada, monumental, está inspirada en la del monasterio de San Miguel de los Reyes de Valencia.[47] Se articula a modo de retablo de tres cuerpos y doble escalinata, y fue realizada por el escultor Tomás Lleonart.[10] En el interior también se conservan algunas obras de importantes, como el baldaquino que realizó el arquitecto Vicente Traver para la Santa Catedral de Valencia o la tumba de la última duquesa de Alba de la Casa Silva.[47]
- Real Monasterio de San Miguel: situado en la loma que domina la ciudad, permite contemplar una buena panorámica de la misma y su entorno. Fue fundado por el rey Jaime II en el año 1326, y fue reformado por Martín el Humano en 1406, aunque el templo actual data del 1774. Su iglesia, de estilo neoclásico, es de una sola nave decorada con pinturas que representan la leyenda de San Miguel.[10]
- Ermita de San Vicente Ferrer: de 1571, se trata de un edificio sencillo con elementos barrocos y neoclásicos, levantado sobre uno anterior dedicado a la Virgen de la Fuente (Mare de Déu de la Font).[10] Este, a su vez, estaba situado en el lugar en que en época época romana existió un templo dedicado a la salud y la fecundidad.[48] El edificio actual se levantó para conmemorar un milagro de San Vicente Ferrer que, según la tradición, había hecho brotar agua de un pozo durante una fuerte sequía ocurrida en 1410.[49] En el paraje en que se encuentra, llamado parque municipal de San Vicente, existen varios manantiales y vegetación de pinos, eucaliptos y acacias,[48] así como una importante fauna acuática (tencas y patos), arborícola (ardillas) y palomas.[50]
- Ermita de Santa Bárbara: se construyó en 1620 y estuvo a cargo de los franciscanos. Se encuentra en ruinas ya que fue destruida durante las invasiones napoleónicas. Es interesante su calvario, del siglo XIX.[51]
- Iglesia del Buen Pastor: Construida en la segunda mitad del siglo XIII, inicialmente fue un hospital medieval.[52] Este templo conserva unas magníficas pinturas italogóticas del siglo XV que representan el calvario, la crucifixión y la anunciación, con un expresivo trazo.[53]
- Iglesia de San Francisco de Asís: Situada en la calle San Francisco, en el barrio del Raval. Edificio integrado en la estructura del primitivo convento franciscano. Tiene una planta rectangular con tres naves cubiertas con bóveda y cúpula sin tambor en el crucero. Su decoración es sencilla, realizada a base de pinturas con elementos academicistas. La imagen titular de la parroquia es San Francisco de Asís, pero cabe destacar la gran devoción que sienten los vecinos hacia la Inmaculada Concepción.[54] En el edificio contiguo a la iglesia cabe destacar tanto el Teatro de San Francisco (conocido popularmente por El teatret), como el Museo de la Archicofradía de la Corte de María. Dicho museo contiene material referente a la existencia en Liria de los padres franciscanos, los cuales fueron los fundadores en el año 1664 de la Archicofradía. Además, el museo ha conseguido reunir numerosos enseres de la veneración que se tiene a la Purísima Concepción: Libros, fotografías, mantos de la Virgen, y documentación, etc.[55]
- Iglesia y Convento del Remedio: Construida en el siglo XVIII, se sitúa en la calle Santa Teresa Jornet. Forma parte de un conjunto arquitectónico trinitario con aires clasicistas. La iglesia es de tres naves de bóveda de medio cañón y contiene un retablo en presbiterio de estilo ecléctico. Las dependencias del convento son en la actualidad una residencia de ancianos dónde cabe destacar el claustro de estilo neoclásico.[56]
- Iglesia de la Mare de Déu: Iglesia barroca con elementos neoclásicos construida durante el siglo siglo XVIII. Es un edificio sencillo del cual destaca la mazonería del exterior y los sillares de las esquinas.[57]
- Parroquia Maria Madre de la Iglesia: Sede de la parroquia que cubre la zona urbana del Pla de l'Arc. El templo actual fue erigido en la década de los 70.[58]

#### Patrimonio civil

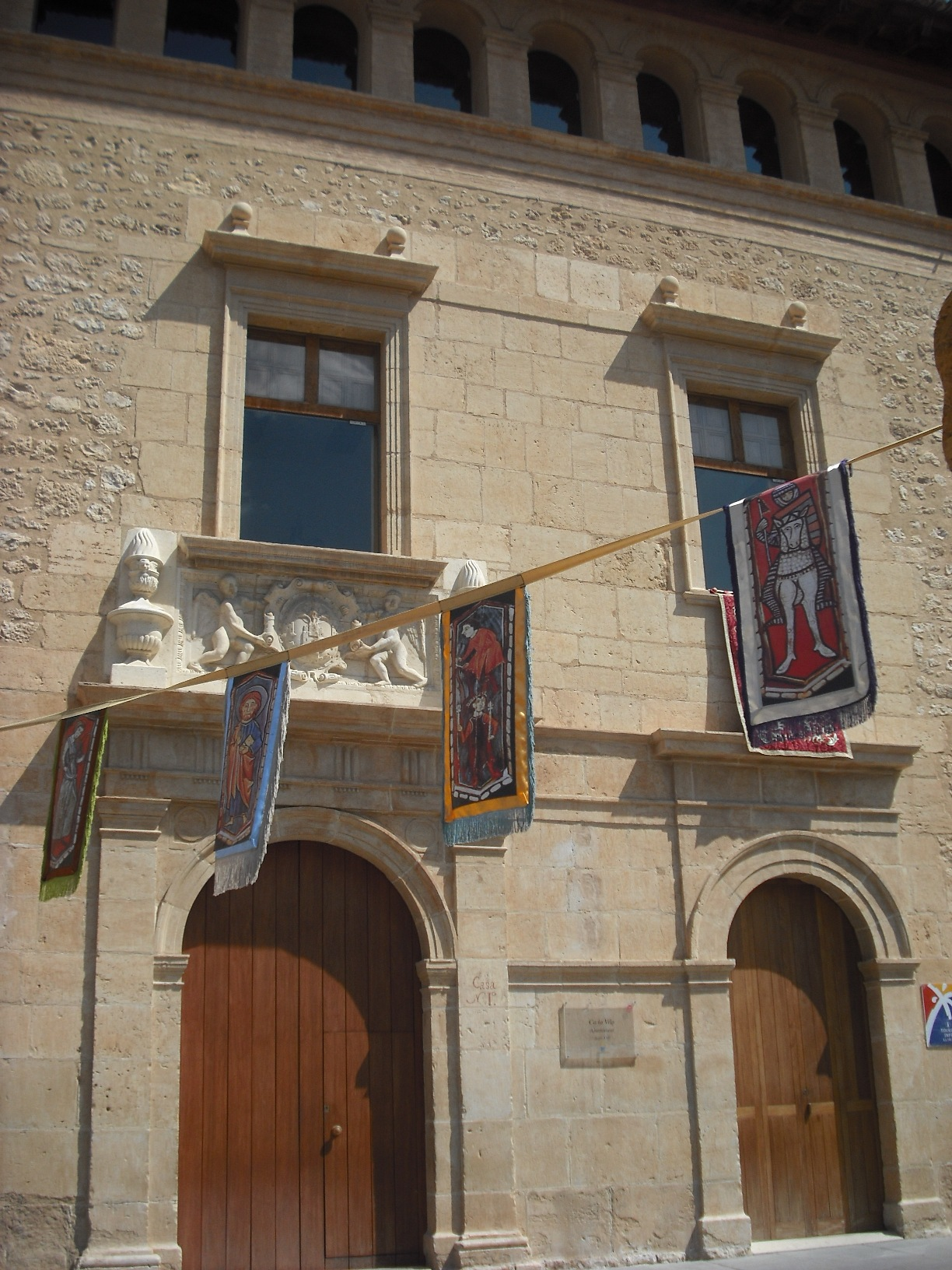
Fachada principal de Ca la Vila

- Palacio de los Duques de Liria o Ca la Vila: de finales del siglo XVI, está construido en estilo renacentista, posee un matiz un tanto manierista y regional.[10] Fue sede del ayuntamiento al menos desde 1847 y hasta recientemente. Destaca su portada renacentista y está declarado BIC.[59] Se trata de un edificio exento, de planta rectangular en tres plantas y cubierta a cuatro aguas sobre la que sobresale un pequeño mirador. Su fachada principal, rematada por el clásico arquerío del siglo XVI, recae a la plaza mayor.[59]
- Masía el Espinar: antiguo monasterio de la Orden de los Jerónimos, en el cual falleció el 18 de marzo de 1538 Germana de Foix, reina gobernadora de Valencia, duquesa de Calabria y marquesa de Brandemburgo.
- Ca la Vila Vella: edificio del siglo XIV, primera sede de la cámara de jurados y del concejo. Actualmente es sede del museo Silvestre de Edeta.
- Baños árabes: datan del siglo XII.[60]
- Forn de la Vila: se trata de un horno medieval construido en estilo gótico,[10] con arcos de esillar en ojiva abierta, de tipo diafragmático, y breves estancias cubiertas de viguería.[61]

### Entidades culturales

#### Museos
- Museo Arqueológico: se construyó en 1997 en un edificio de nueva planta,[62] obra de los arquitectos Ignacio Docavo y Gema Casani,[63] y que se halla integrado en las ruinas de la antigua alcazaba. Se inauguró oficialmente en abril de 2002 y contiene una importante colección de piezas ibéricas, romanas y medievales de Liria y el Campo de Turia.[62] Destacan las cerámicas, monedas y utensilios recogidos en el Tosal de San Miguel, el Pla de l'Arc y el mismo casco urbano.[63] El museo se encarga, asimismo, de realizar proyectos de investigación arqueológica en los conjuntos visitables de la ciudad.[62]
- Museo Silvestre de Edeta: situado en el edificio de Ca la Vila Vella, está dedicado a Manuel Silvestre de Edeta, hijo predilecto de Liria y uno de los escultores valencianos del siglo XX de mayor reconocimiento internacional. El museo cuenta con una exposición de buena parte de las obras del artista, un taller didáctico y una sala audiovisual.[64]

### Patrimonio inmaterial
- Semana Santa de Liria: se celebra desde el siglo XV y participan las cofradías de la Sangre, los Dolores, la Oración de Jesús en el Huerto y el Santo Cáliz. Es una de las más antiguas de la Comunidad Valenciana y destaca el Cristo de la cofradía de la Sangre, que data del siglo XVII.[65]
- Fiesta de San Vicente: se celebra alrededor del primer lunes de Pascua y es, con la de San Miguel Arcángel, una de las principales de la ciudad. Las celebraciones incluyen conciertos, mercado medieval, pasacalles, procesiones y una romería a la ermita de San Vicente Ferrer.[65][66]
- Fiesta de la Purísima y del Remedio: se celebran entre finales de agosto y principios de septiembre, herencia de los franciscanos y los trinitarios respectivamente. Hay cabalgatas, bous al carrer, desfiles de moros y cristianos y gigantes y cabezudos, entre otras actividades.[65]
- Fiesta de San Miguel: se celebra el 29 de septiembre en honor de San Miguel Arcángel,[66] con feria concedida por privilegio de Juan II en 1446,[10] y son las fiestas mayores de la ciudad. Tienen lugar numerosos actos lúdicos y religiosos, destacando entre estos últimos la baixà (bajada) del arcángel a la iglesia de la Asunción el día 28 y la pujà (subida) del mismo a su monasterio el día 30.[65]
- Semana Taurina de Liria: se celebra ininterrumpidamente desde el año 2003. A principios del mes de octubre y durante alrededor de una semana: toros bravos, encierros a caballo, entradas de vacas, desencajonadas, concurso de ganaderías autóctonas de la Comunidad Valenciana, etc.[67]

### Deportes[68]
- El club de baloncesto de Liria es el decano del baloncesto valenciano, pues fue fundado en 1945. El Club Bàsquet Llíria, o CEB Llíria, milita actualmente en Segunda FEB, tercera categoría del baloncesto español. Sus años gloriosos fueron entre 1991 y 1993, cuando jugaron en Liga ACB. Juegan en el Pavelló Pla de l'Arc, que fue sede del Campeonato Mundial de Balonmano Femenino de 2021.
- El Llíria CF[69] juega en el Polideportivo "El Canó", y juega en la Segunda FFCV, penúltima categoría del fútbol valenciano. El club llegó a jugar en Segunda División B, la última vez en la temporada 1996/97.[70]
- El Club Balonmano Llíria juega actualmente en 2.ª Nacional, y comparte el Pla de l'Arc con el equipo de baloncesto.
- La tradición deportiva de Liria se compone también de otros deportes menores como: el kárate, aeromodelismo, ajedrez, petanca, gimnasia, patinaje, y billar, entre otros.[71]

## Localidades hermanadas
El 5 de julio de 2014, durante el Festival Internacional de Música ‘Tierra de Gigantes’, se acreditó el hermanamiento entre la localidad manchega de Campo de Criptana y la capital de Camp de Turia.
Llíria suscribió un acuerdo de hermanamiento de ciudades con el distrito chino de Pinggu (Pekín) en 2018, otro con La Plata (Huila) (Colombia) en 2019 y otro con Boulemane (Marruecos) también en 2019.
En 2021, el Ayuntamiento de Liria anunció que se habían reunido con representantes de Castelnau-le-Lez para trabajar en un hermanamiento entre las dos ciudades.

## Personas notables
- Vicente Aguilar Carmona (1970-), deportista y medallista paralímpico[76]
- Severino Albarracín (1851-1878), político y maestro
- Josep Alcácer (1979-), exfutbolista y entrenador[77]
- Miquel Asensi i Martín (1879-1945), compositor
- José Borja (escultor) (1658-1720), escultor
- Marco Cornelio Nigrino (40-¿?), político y militar romano[78]
- Pascual Enguídanos (1923-2006), escritor[79]
- Jacinto Esteve (1776-¿?), pintor
- José Estívalis Cabo (1886-1938), tipógrafo y cineasta anarquista
- Héctor Faubel (1983-), expiloto de motociclismo
- Carlos Bernardo Fitz-James Stuart y Silva (1752-1787), noble español
- Manuel Galduf (1940-), director de orquesta
- Joan Garcés (1944-), abogado, profesor, y escritor
- Vicente Garcés (1946-), político
- Bartomeu Gerp (siglo XV-1518), matemático, teólogo, y astrólogo
- Juan Izquierdo Alcaide (1867-1958), abogado, político, y periodista
- Teodoro Izquierdo Alcaide (1867-1923), abogado, político, y periodista
- Joaquín José Casaus (1793-1885), político español
- José Escrig y Martínez (1791-1867), abogado, erudito, y lexicógrafo
- Ignacio Llácer (1916-1986), exfutbolista[80]
- José Manaut Viglietti (1898-1971), pintor y teórico del arte
- Juan Vicente Mas Quiles (1921-2021), compositor y director de orquesta
- María Mónica Merenciano (1984-), deportista y medallista paralímpica[81]
- Miguel Ángel Navarro (músico) (1971-), músico (trompetista) y pedagogo
- Josep Pérez Tomàs (1994-), jugador de baloncesto[82]
- Alejandro Rivas Palmer (1998-), jugador de baloncesto[83]
- Diego Rivas Palmer (2003-), jugador de baloncesto[84]
- Nacho Rodilla (1974-), exjugador de baloncesto y comentarista deportivo
- José Santés (1817-siglo XIX), militar carlista español
- Valentín Silvestre (1831-1897), inventor español
- Manuel Silvestre de Edeta (1909-2014), escultor[85]